# Schisandraceae
Schisandraceae је фамилија примитивних скривеносеменица, која је препозната од стране већине таксонома. Обухвата једнодоме или дводоме, зимзелене или листопадне жбунове. Цветови су једнополни или хермафродитни.
APG (1998) препознаје одвојене фамилије Schisandraceae s.str. и Illiciaceae, не одређујући им ред. APG II (2003) дозвољава овакво схватање, али препоручује јединствену фамилију Schisandraceae са 3 рода.

## Системи класификације фамилије
Кронквистов систем (1981)
ред 
поткласа 
класа 
раздео 
Торнов систем (1992)
ред 
надред 
поткласа 
класа 
Далгренов систем 
ред 
надред 
поткласа 
класа 
Енглеров систем (1964)
ред 
поткласа  Archychlamydeae
класа 
подраздео Angiospermae